# Gobernador general de Finlandia
El gobernador general de Finlandia (en finés: Suomen kenraalikuvernööri en sueco: generalguvernör över Finland en ruso: генерал-губернатор Финляндии) era el comandante militar y el más alto administrador de Finlandia esporádicamente bajo gobierno sueco en los siglos XVII y XVIII y continuamente en el autónomo Gran Ducado de Finlandia entre 1809 y 1907.

## Reinado sueco
Después de la abolición final del Ducado de Finlandia y de los privilegios feudales relacionados a finales del siglo XVI, el rey de Suecia esporádicamente concedió a la mayor parte de Finlandia un gobernador general, quien se cuidaba de los asuntos en la parte oriental del país más o menos de acuerdo a su buen juicio. El más conocido de estos oficiales es el conde Per Brahe cuyo reino todavía se refiere en Finlandia como los «días del conde» (kreivin aikaan).

### Gobernadores generales de Finlandia suecos
Traducción en sueco: Generalguvernör av Finland
| En el puesto          | Gobernador general                                           |
| --------------------- | ------------------------------------------------------------ |
| 1595-1597             | Klaus Fleming                                                |
| 1623-1631             | Nils Turesson Bielke                                         |
| 1631-1633             | Gabriel Bengtsson Oxenstierna                                |
| 1637-1641 y 1648-1654 | Per Brahe                                                    |
| 1664-1669             | Herman Fleming                                               |
| 1710-1712             | Carl Nieroth                                                 |
| 1717-1721             | Gustaf Otto Douglas (durante la ocupación rusa)              |
| 1742-1743             | Johan Balthasar von Campenhausen (durante la ocupación rusa) |
| 1747-1753             | Gustaf Fredrik von Rosen                                     |

## Gran Ducado de Finlandia
Durante el tiempo en que Finlandia era parte del Imperio ruso, el puesto de gobernador general fue permanente. Era el vicario del emperador, quien no estaba personalmente presente en Helsinki, sino que residía en San Petersburgo, justo en las afueras de la frontera finlandesa. El gobernador general era constitucionalmente el presidente del Senado de Finlandia, el gobierno del autónomo Gran Ducado. La presidencia que él representaba, con dos votos en el Senado, pertenecía al Gran Duque de Finlandia, un título sostenido por el emperador de Rusia. El gobernador general era el más alto representante del emperador y recibía sus instrucciones directamente del Gobierno Imperial en San Petersburgo.
No se requería la ciudadanía finlandesa para ser gobernador general, en contra de todos los otros altos puestos como senadores y el Ministro Secretario de Estado. La mayoría de gobernadores generales eran rusos, hombres en los que el emperador confiaba para contrarrestar el potencial separatismo finlandés. Muchos de ellos, hasta el barón Rokasovski, sin embargo se hicieron súbditos finlandeses, concediéndoles un rango en la nobleza finlandesa.
Muchos de los gobernadores generales disgustaban a la población finlandesa. El primer hombre en el puesto, Georg Magnus Sprengtporten, renunció después de solo un año. Otro, Nikolái Bóbrikov, fue asesinado en 1904 por el nacionalista finalandés Eugen Schauman. Por otro lado, varios gobernadores generales trabajaron para garantizar la autonomía finlandesa frente a los intereses de los ministros de la Corte Imperial.
El gobernador general entre 1831 y 1855, el Príncipe Aleksandr Ménshikov, residió durante todo su mandato en San Petersburgo, siendo simultáneamente Ministro Ruso de la Marina. Los deberes gubernamentales en Helsinki estaban al cargo del vicegobernador. Durante la mayor parte del mandato, en esa posición estuvo el general Alexander Amatus Thesleff.

### Gobernadores generales de Finlandia rusos
Traducción en ruso: Генерал-губернатор Финляндии
| Gobernador general | Gobernador general                       | En el cargo              |
| ------------------ | ---------------------------------------- | ------------------------ |
|                    | Barón Göran Magnus Sprengtporten         | 1808-1809                |
|                    | Príncipe Mijaíl Barclay de Tolly         | 1809-1810                |
|                    | Conde Gustaf Mauritz Armfelt             | 1812-1813 (en funciones) |
|                    | Conde Fabian Steinheil                   | 1810-1823                |
|                    | Conde Arseny Zakrevsky                   | 1824-1831                |
|                    | Príncipe Aleksandr Ménshikov             | 1831-1855                |
|                    | Alexander Amatus Thesleff                | 1833-1847 (en funciones) |
|                    | Conde Friedrich Wilhelm Rembert von Berg | 1855-1861                |
|                    | Barón Platón Rokasovski                  | 1861-1866                |
|                    | Conde Nikolái Adlerberg                  | 1866-1881                |
|                    | Conde Fiódor van Heiden                  | 1881-1897                |
|                    | Stepán Goncharov                         | 1897-1898 (en funciones) |
|                    | Nikolái Bóbrikov                         | 1898-1904                |
|                    | Príncipe Iván Obolensky                  | 1904-1905                |
|                    | Nikolái Gerard                           | 1905-1908                |
|                    | Vladímir von Boeckmann                   | 1908-1909                |
|                    | Franz Albert Seyn                        | 1909-1917                |
|                    | Adam Lipski                              | 1917 (en funciones)      |
|                    | Mijaíl Stajóvich                         | 1917                     |
|                    | Ministro Nikolái Nekrásov                | 1917                     |